# Équipe cycliste MG.K Vis Costruzioni e Ambiente
L'équipe cycliste MG.K Vis Costruzioni e Ambiente est une équipe cycliste italienne créée en 2006 et ayant le statut d'équipe continentale.

## Histoire de l'équipe
En 2019, elle fusionne avec l'équipe continentale bulgare Trevigiani, pour former une entité italienne nommée Sangemini-Trevigiani pour les coureurs de moins de 23 ans.
En 2021, elle est renommée MG.K Vis VPM.

## Dopage
En novembre 2019, Marco Cecchini est provisoirement suspendu après un contrôle positif au clostebol, un stéroïde, à l'issue de la première étape du Giro Ciclistico d'Italia. En décembre, il est annoncé que l'UCI a été indulgente envers le jeune coureur après qu'il a reconnu son erreur, le suspendant pendant un an au lieu des quatre ans habituels pour violation des règles antidopage.
Le 18 janvier 2023, la recrue Fabio Mazzucco est contrôlée positive à l'EPO lors d'un contrôle hors compétition. Il est suspendu par l'UCI en avril et peut demander l'examen de l'échantillon B.

## Principales victoires

### Courses d'un jour
- Trophée international Bastianelli : Nicola Gaffurini (2014), Michele Gazzara (2015)
- Grand Prix Industrie del Marmo : Gian Marco Di Francesco (2015)
- Giro del Medio Brenta : Michele Gazzara (2015 et 2017)
- Giro delle Valli Aretine : Nicola Gaffurini (2015)
- Trophée de la ville de Brescia : Gian Marco Di Francesco (2015)
- Belgrade-Banja Luka II : Nicola Gaffurini (2017)
- Tour d'Albanie : Francesco Manuel Bongiorno (2017), Michele Gazzara (2018)
- Coppa della Pace : Nicola Gaffurini (2017)
- Grand Prix Laguna : Paolo Totò (2018)
- Grand Prix de Poggiana : Fabio Mazzucco (2019)
- Gran Premio Capodarco : Filippo Zana (2019)

### Championnats nationaux
- Championnats d'Uruguay sur route : 2
  - Course en ligne espoirs : 2025 (Ciro Pérez)
  - Contre-la-montre espoirs : 2024 (Ciro Pérez)

## Classements UCI
L'équipe participe aux épreuves des circuits continentaux et en particulier de l'UCI Europe Tour. Les tableaux ci-dessous présentent les classements de l'équipe sur les différents circuits, ainsi que son meilleur coureur au classement individuel.
UCI Asia Tour
| UCI Asia Tour | UCI Asia Tour          | UCI Asia Tour                             | UCI Asia Tour |
| Année         | Classement par équipes | Meilleur coureur au classement individuel |               |
| ------------- | ---------------------- | ----------------------------------------- | ------------- |
| 2016          | 51e                    | Nicola Gaffurini (181e)                   |               |
|               |                        |                                           |               |
| Source : UCI  |                        |                                           |               |

UCI Europe Tour
| UCI Europe Tour | UCI Europe Tour        | UCI Europe Tour                           | UCI Europe Tour |
| Année           | Classement par équipes | Meilleur coureur au classement individuel |                 |
| --------------- | ---------------------- | ----------------------------------------- | --------------- |
| 2014            | 87e                    | Nicola Gaffurini (263e)                   |                 |
| 2015            | 57e                    | Michele Gazzara (197e)                    |                 |
| 2016            | 54e                    | Michele Gazzara (423e)                    |                 |
| 2017            | 19e                    | Nicola Gaffurini (103e)                   |                 |
| 2018            | 39e                    | Paolo Totò (71e)                          |                 |
| 2019            | 44e                    | Paolo Totò (236e)                         |                 |
| 2020            | 85e                    | Raffaele Radice (788e)                    |                 |
| 2021            | 75e                    | Paul Double (730e)                        |                 |
| 2022            | 62e                    | Paul Double (250e)                        |                 |
|                 |                        |                                           |                 |
| Source : UCI    |                        |                                           |                 |

UCI Oceania Tour
| UCI Oceania Tour | UCI Oceania Tour       | UCI Oceania Tour                          | UCI Oceania Tour |
| Année            | Classement par équipes | Meilleur coureur au classement individuel |                  |
| ---------------- | ---------------------- | ----------------------------------------- | ---------------- |
| 2022             | -                      | Paul Wright (138e)                        |                  |
|                  |                        |                                           |                  |
| Source : UCI     |                        |                                           |                  |

L'équipe est également classée au Classement mondial UCI qui prend en compte toutes les épreuves UCI et concerne toutes les équipes UCI.
| Classement mondial | Classement mondial     | Classement mondial                        | Classement mondial |
| Année              | Classement par équipes | Meilleur coureur au classement individuel |                    |
| ------------------ | ---------------------- | ----------------------------------------- | ------------------ |
| 2016               | -                      | Nicola Gaffurini (551e)                   |                    |
| 2017               | -                      | Nicola Gaffurini (239e)                   |                    |
| 2018               | -                      | Paolo Totò (194e)                         |                    |
| 2019               | 81e                    | Paolo Totò (289e)                         |                    |
| 2020               | 139e                   | Raffaele Radice (1014e)                   |                    |
| 2021               | 118e                   | Paul Double (974e)                        |                    |
| 2022               | 106e                   | Paul Double (311e)                        |                    |
| 2023               | 81e                    | Roberto González (2351e)                  |                    |
| 2024               | 166e                   | Ciro Pérez (1569e)                        |                    |
|                    |                        |                                           |                    |
| Source : UCI       |                        |                                           |                    |

## MG.K Vis Costruzioni e Ambiente en 2025
Effectif
| Effectif 2025            | Effectif 2025     | Effectif 2025 | Effectif 2025                         |
| Cycliste                 | Date de naissance | Pays          | Équipe précédente                     |
| ------------------------ | ----------------- | ------------- | ------------------------------------- |
| Matteo Bozicevich        | 12 mai 2003       | Italie        |                                       |
| Andrea Cantoni           | 11 septembre 2000 | Italie        | Holdsworth Zappi RT (2023)            |
| Simone Carrò             | 8 août 2025       | Italie        | ASD Aries (2023)                      |
| Fabiano Faieta           | 13 février 2005   | Italie        |                                       |
| Vittorio Friggi          | 3 décembre 2005   | Italie        |                                       |
| Jacopo Gioia             | 1 mars 2005       | Italie        | Work Service-Vitalcare-Dynatek (2024) |
| Ben Granger              | 8 août 2000       | Royaume-Uni   | Holdsworth Zappi RT (2022)            |
| Matthew Kingston         | 18 mars 2002      | Royaume-Uni   | Holdsworth Zappi RT (2023)            |
| Luca Laudi               | 19 novembre 2006  | Italie        |                                       |
| Ciro Pérez               | 20 mars 2005      | Uruguay       |                                       |
| Matteo Spreafico         | 15 février 1993   | Italie        | Vini Zabù-Brado-KTM (2020)            |
|                          |                   |               |                                       |
| Source : ProCyclingStats |                   |               |                                       |

Victoires
| Victoires | Victoires | Victoires | Victoires | Victoires | Victoires |
| Date      | Course    | Pays      | Classe    | Vainqueur |           |
| --------- | --------- | --------- | --------- | --------- | --------- |